# Жизнь, или Что-то вроде того
«Жизнь, или Что-то вроде того» (англ. Life or Something Like It) — американский художественный фильм режиссёра Стивена Херека, вышедший в 2002 году.

## Сюжет
Репортёр Лэнни Керриган берёт интервью у бездомного в связи с футбольным матчем. Но вместо ответов на вопросы девушки, «бомж» предрекает ей смерть через неделю, а точнее в следующий четверг. Лэнни в шоке, она не знает, верить ли в слова этого человека или нет, но некоторые другие его предсказания начинают сбываться и она начинает верить.
Лэнни решает, что за предстоящую неделю нужно многое успеть. Возможно, она перехитрит, обманет или изменит свою судьбу — ведь всё в её руках. Она находит помощника в лице своего симпатичного сослуживца Пита, который и станет ответом на все её вопросы.

## В ролях
| Актёр            | Роль           |
| ---------------- | -------------- |
| Анджелина Джоли  | Ленни Керриган |
| Эдвард Бёрнс     | Пит            |
| Тони Шалуб       | пророк Джек    |
| Кристиан Кейн    | Кэл Купер      |
| Джеймс Гэммон    | Пэт Керриган   |
| Мелисса Эррико   | Андрэа         |
| Стокард Чэннинг  | Дэбора Коннорс |
| Грегори Итцин    | Дэннис         |
| Вина Суд         | доктор         |
| Лиза Торнхилл    | Гвен           |
| Макс Бейкер      | Вин            |
| Андромада Дункер | Мо             |

## Награды
- Номинация на премию «Золотая малина» (2003) за худшую женскую роль (Анджелина Джоли)